# Priotyrannus
Priotyrannus is een kevergeslacht uit de familie van de boktorren (Cerambycidae). De wetenschappelijke naam van het geslacht werd voor het eerst geldig gepubliceerd in 1857 door Thomson.

## Soorten
Priotyrannus omvat de volgende soorten:
- Priotyrannus closteroides (Thomson, 1877)
- Priotyrannus hueti Drumont, 2008
- Priotyrannus megalops (Bates, 1889)
- Priotyrannus mordax (White, 1853)